# Samson and Delilah (chanson)
Pour les articles homonymes, voir Samson et Dalila (homonymie), Samson (homonymie) et Dalila.
If I Had My Way, I Would Tear This Building Down
Samson and Delilah est une chanson traditionnelle dont les paroles sont basées sur l'histoire biblique de Samson et sa trahison par Dalila. La version originale date de 1927, composée et interprétée par le guitariste et chanteur de gospel-blues Blind Willie Johnson, enregistré à Dallas (Texas), sous le titre If I Had My Way, I Would Tear This Building Down ou Oh Lord If I Had My Way.

## Interprétations
Une des interprétations les plus connues est celle de Grateful Dead. Le groupe a commencé à la jouer en concert au milieu de l'année 1976 par exemple au Paramount Theatre le 3 juin 1976, le guitariste Bob Weir assurant la partie principale du chant. Terrapin Station a été enregistré sur l'album titre et est sorti en 1977. Bob Weir a appris la chanson du révérend Gary Davis, qui l'avait lui même repris de la chanson de Blind Willie Johnson enregistré le 3 décembre 1927 à Dallas (Texas, Etats-Unis) sous le titre If I Had My Way, I Would Tear This Building Down ou Oh Lord If I Had My Way,.
Selon une histoire entendue par l'historien du jazz Richard Allen, Willie Johnson a été arrêté alors qu'il se produisait devant la douane sur Canal Street à la Nouvelle-Orléans, pour avoir prétendument incité à une émeute avec sa version passionnée de If I Had My Way I'd Tear the Building Down,. 
La  chanson a été joué par plusieurs artistes, notamment Shirley Manson pour le Season Premiere Samson & Delilah de la saison 2 de Terminator : Les Chroniques de Sarah Connor, Ike Turner et Tina Turner, Peter, Paul and Mary et Ratdog, comme lors du concert à l'Alpine Valley Music Theatre le 4 août 2002.

### Traduction
- (en) Cet article est partiellement ou en totalité issu de l’article de Wikipédia en anglais intitulé « Samson and Delilah (song) » (voir la liste des auteurs).